# Lise Van Maldeghem
Lise Van Maldeghem (17 juni 2003) is een Belgisch korfbalster. Sinds 2023 is zij speelster van het nationale Belgisch korfbalteam.Haar tweelingzus Joke is ook actief in het korfbal.

## Spelerscarrière

### Voorwaarts
In 2021 sloot Van Maldeghem zich aan bij Voorwaarts. Al in haar eerste seizoen, op 17 jarige leeftijd, werd zij basisspeelster.
In haar eerste seizoen, 2021-2022 haalde Voorwaarts de finale van de Beker van België (veldbekercompetitie). Ondanks dat Van Maldeghem 2 maal scoorde, verloor Voorwaarts de finale van Borgerhout. 
In seizoen 2022-2023 lukte het Voorwaarts niet om in landelijke finales terecht te komen.

### PKC
In de zomer van 2023 stapte Van Maldeghem over naar het Nederlandse PKC.
In seizoen 2023-2024 kreeg zij onder coach Wim Scholtmeijer en Jennifer Tromp haar debuut in PKC 1, waaronder in sommige wedstrijden een basisplaats.

## Belgisch nationale team
Van Maldeghem maakte eerste deel van uit het Belgisch Team onder 19 en onder 21.
Echter werd zij in 2023, op 20 jarige leeftijd, door bondscoach Detlef Elewaut toegevoegd aan de seniorenselectie van het Belgisch korfbalteam.
Het wereldkampioenschap van 2023 was haar eerste toernooi. Tijdens dit toernooi scoorde zij 22 goals uit 7 wedstrijden en werd, samen met Lisa Pauwels de Belgische topscoorder. Met de Belgian Diamonds behaalde ze onder meer brons op het wereldkampioenschap van 2023 te Taipei.